# Уложення про покарання кримінальні та виправні
Уложення про покарання кримінальні і виправні 1845 року — перший кримінальний кодекс в історії Росії. Підготовлено співробітниками Другого відділення, затверджений імператором Миколою I 15 серпня 1845 року, введений в дію з 1846 року. Уложення представляло собою кодифікований нормативний акт, що мав як норми, що регулювали загальні питання кримінального права, так і встановлювали відповідальність за вчинення конкретних злочинних посягань.